# Bijjanahalli, Alur
Bijjanahalli là một làng thuộc tehsil Alur, huyện Hassan, bang Karnataka, Ấn Độ.